# Bambusa cornigera
Bambusa cornigera är en gräsart som beskrevs av Mcclure. Bambusa cornigera ingår i släktet Bambusa och familjen gräs. Inga underarter finns listade i Catalogue of Life.